# Florentin Robert
Florentin Robert (19. dubna 1795 Isère – 7. července 1870 Židlochovice) byl moravský a rakouský podnikatel a politik původem z Francie, během revolučního roku 1848 poslanec rakouského Říšského sněmu; zakladatel moderního cukrovarnického průmyslu v českých zemích.

## Biografie
Narodil se ve francouzském regionu Isère v provincii Dauphiné. Pocházel z bohaté místní rodiny. Studoval teologii na univerzitě v Grenoblu, ale školu nedokončil. Roku 1816 přesídlil do Bavorska, kde převzal správu statku Handt u Augsburgu po svém strýci. Po třech letech se odstěhoval do Vídně, kde se stal podílníkem banky Baboin & Co. Společně se svým bratrem Ludwigem Robertem založili roku 1823 velkoobchodní firmu Robert & Cie., která byla aktivní i v průmyslovém podnikání. V dolnorakouském Himbergu zbudovala podnik na výrobu barviv a roku 1826 také v Oberalmu u Salcburku chemickou továrnu. V roce 1831 se Florentin stal výlučným vlastníkem firmy a společně s bratrem Justinem a podnikatelem Mitterbacherem koupili i sklárnu v Oberalmu. Roku 1832 se přestěhoval do nedalekého Halleinu, aby mohl přímo řídit svůj podnik.
Roku 1837 přesídlil do moravských Židlochovic. Zde vybudoval na pozemcích od arcivévody Karla a s arcivévodovým závazkem, že bude pravidelně dodávat cukrovou řepu cukrovar Židlochovice. Továrna roku 1842 (podle jiného zdroje roku 1846) vyhořela, ale byla následně obnovena a rozšířena. Provedl významné změny v technologii výroby cukru. Zejména šlo o možnost prodloužit cukernou kampaň i na letní měsíce díky zpracovávání sušené řepy. V letech 1847–1848 začal v Židlochovicích praktikovat tzv. zelenou a Schützenbachovou maceraci suchých řepných řízků. Roku 1851 pak vynalezl Robertův odpařovací aparát (tyto tzv. roberty se staly běžnou součástí technologie českých cukrovarů). Při cukrovaru zřídil lihovar pro zpracování melasy. Podnikal rovněž od roku 1845 v uhelném a hutním průmyslu. Koupil za 200 000 zlatých uhelné doly Ludvík a Kateřina ve Vrapicích na Kladensku. Roku 1857 pak společně s bratry Kleinovými a Vojtěchem Lannou starším zakládal podnik Pražská železářská společnost a stál v jeho čele. Byl aktivní i v zemědělství. V Židlochovicích rozšířil zemědělské hospodaření a prováděl meliorace pozemků.

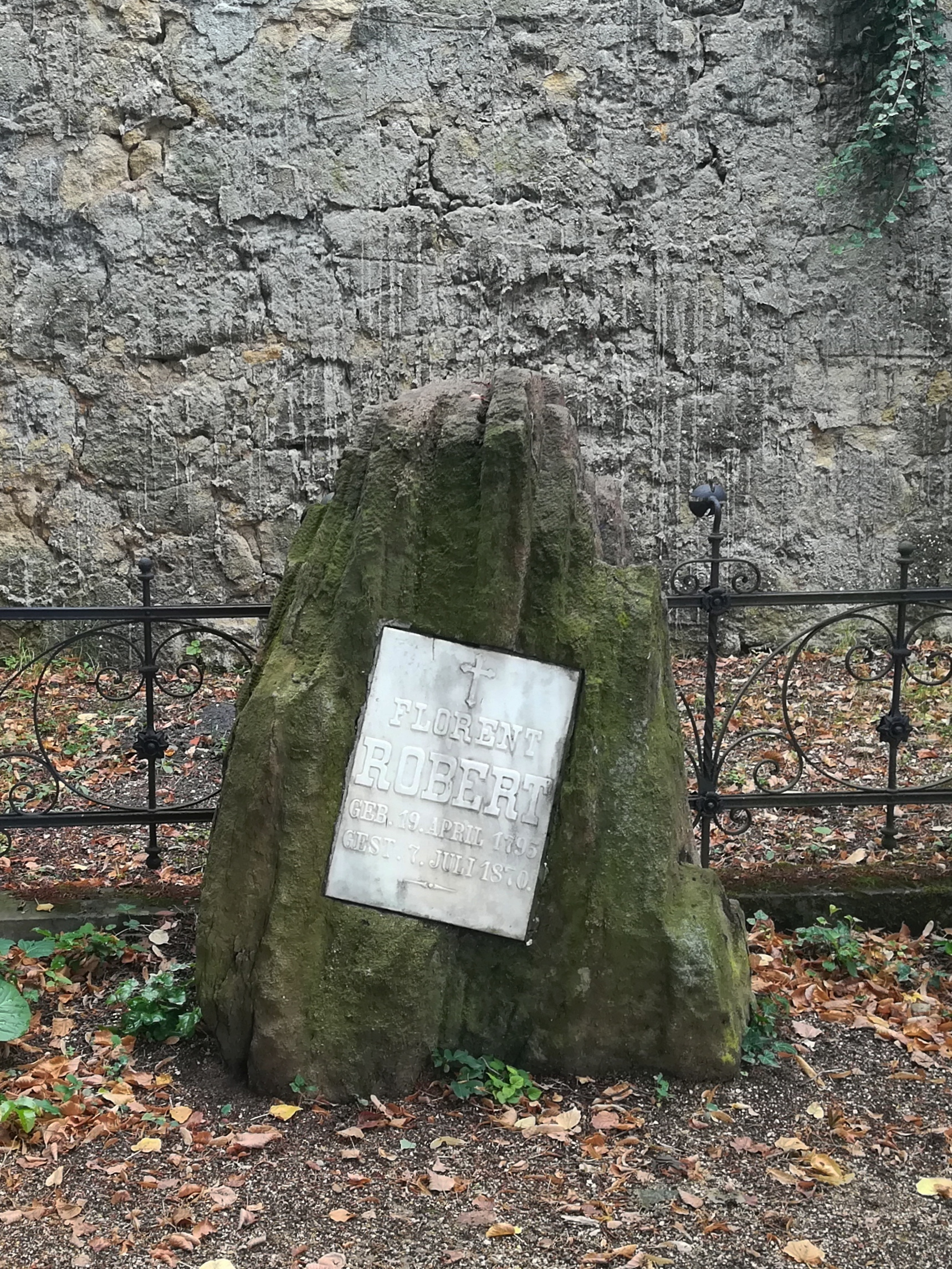
Pomník Florentina Roberta na židlochovickém hřbitově

Během revolučního roku 1848 se zapojil do politického dění. V celostátních volbách roku 1848 byl zvolen na rakouský ústavodárný Říšský sněm. Zastupoval volební obvod Brno-město II. Uvádí se jako majitel cukrovaru. Patřil ke sněmovní pravici. Po rozpuštění sněmu se vrátil plně k podnikání.
Získal Řád železné koruny a francouzský Řád čestné legie. Zasedal v porotě pro cukrovarnictví na světových výstavách v roce 1849, 1855 a 1867.
V podnikání pokračoval i jeho jediný syn Julius Robert..
Julius Robert měl za manželku Henriette (Rika) Mossig. Spolu měli dceru Máriu a ta se provdala za Vladimira von Arh. Mária s Vladimirem měli 3 děti, Evu, Márii a Ivana.
Mária Arhová měla syna Jana Prokopce a ten dceru Zuzanu Prokopcovou, provdanou Hetešovou. Mária Archová se později provdala za známého českého režiséra Petra Schulhoffa.
Zuzana Hetešová se provdala za architekta Petra Hetešu a spolu mají dvě dcery Lindu Hetešovou (1989) zastupitelku Jihočeského kraje za ODS v letech 2020 - 2024 a Zuzanu Hetešovou - Nerudovou (1992).